# Busigny
Busigny település Franciaországban, Nord megyében. Lakosainak száma 2437 fő (2022. január 1.). Busigny Becquigny, Molain, Prémont, Vaux-Andigny, Saint-Souplet, Honnechy, Maretz és Maurois községekkel határos.

## Népesség
A település népességének változása:
| Lakosok száma | 2535 | 2491 | 2519 | 2482 | 2473 | 2456 | 2440 | 2435 | 2437 |
|               | 2013 | 2015 | 2016 | 2017 | 2018 | 2019 | 2020 | 2021 | 2022 |